# Willy Planckaert

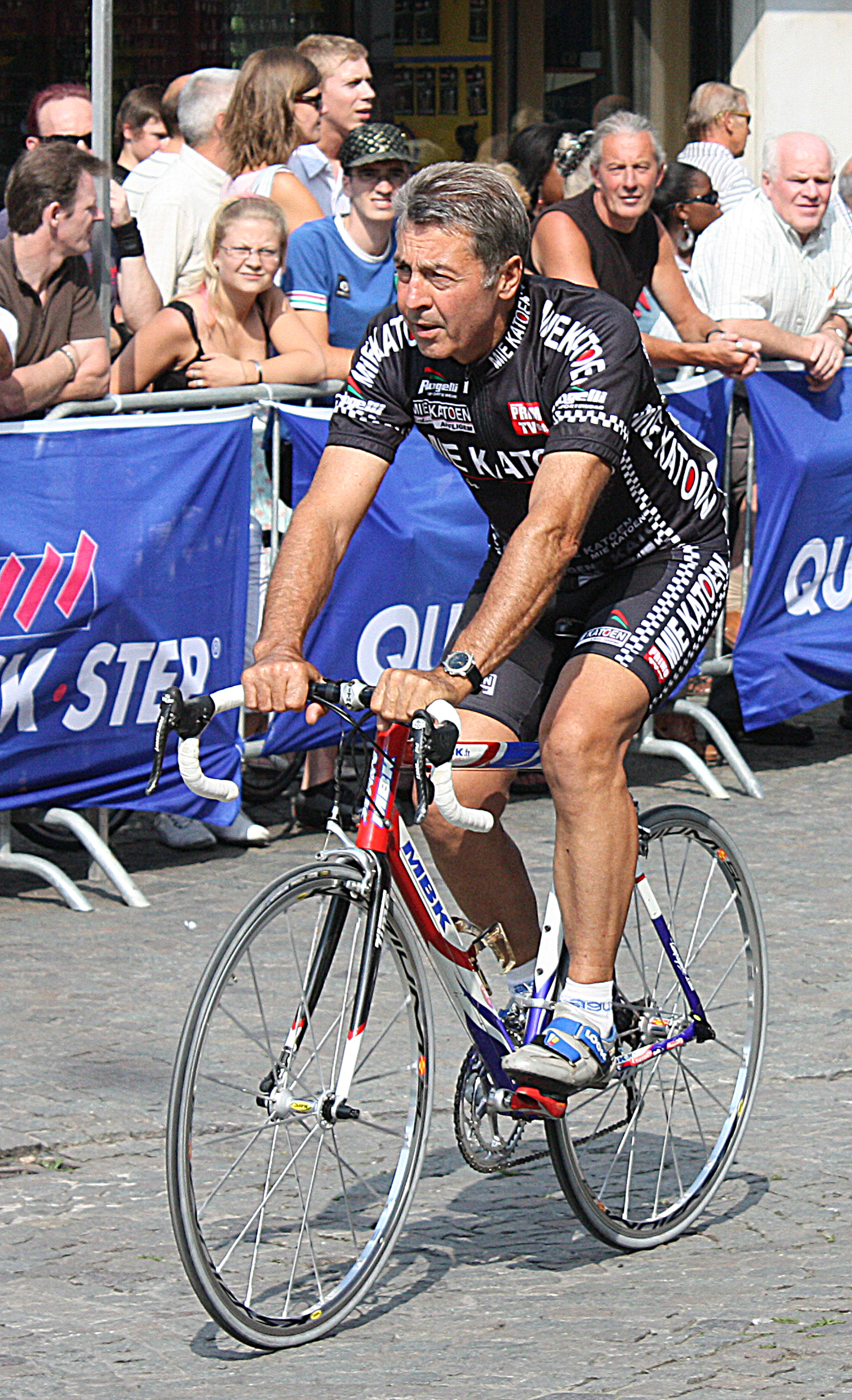
Willy Planckaert beim Criterium Aalst 2008

Willy Planckaert (* 5. April 1944 in Nevele) ist ein ehemaliger belgischer Radrennfahrer.
Planckaert war Straßenradsportler und ein endschneller Fahrer, der als Amateur eine Vielzahl von Kriterien gewann. 1964 wurde Willy Planckaert bei den UCI-Straßen-Weltmeisterschaften 1964 in Sallanches Zweiter im Straßenrennen der Amateure. Kurz zuvor hatte er die belgische Militär-Meisterschaft im Straßenrennen gewonnen. Von 1965 bis 1988 fuhr er als Profi. Sein größter Erfolg während dieser langen Laufbahn war der Gewinn des Grünen Trikots bei der Tour de France 1966, bei der er auch zwei Etappen für sich entschied.
Ansonsten siegte Planckaert bei zahlreichen kleineren Rennen, so 1965 bei Brüssel-Charleroi-Brüssel, 1967 den Grand Prix Pino Cerami, 1974 den Omloop van de Vlaamse Scheldeboorden, auf einer Etappe der Polen-Rundfahrt und den Omloop van het Houtland, 1976 Quer durch Flandern und 1977 den Étoile de Bessèges. Beim Giro d’Italia 1967 gewann er drei Etappen.
Willy Planckaert entstammt einer Radsportfamilie: Seine Brüder sind die Radrennfahrer Walter und Eddy Planckaert, sein Neffe ist Francesco Planckaert und sein Sohn Jo Planckaert.